# Willy Claes
Willy Claes (født 24. november 1938 i Hasselt, Belgien) er en belgisk politiker der var generalsekretær for NATO fra 17. oktober 1994 til 20. oktober 1995. Han er medlem af det flamske socialistiske parti.